# Auressio
Auressio est une localité et une ancienne commune suisse du canton du Tessin, située dans le district de Locarno.

## Histoire
Ancienne commune indépendante, Auressio a fusionné en 2001 avec ses voisines de Loco et de Berzona pour former la nouvelle commune d'Isorno.

## Sources
Vasco Gamboni, « Auressio » dans le Dictionnaire historique de la Suisse en ligne, version du 1er septembre 2009.